# DNA (2016)
DNA ist ein mehrfach ausgezeichneter US-amerikanischer Pornospielfilm von Wicked Pictures aus dem Jahr 2016 mit Jessica Drake und Asa Akira in den Hauptrollen.

## Handlung
Der Film erzählt die futuristische Geschichte eines Unternehmens mit modernster Technologie, das in der Lage ist, verstorbene Angehörige zurückzubringen. Kunden beauftragen die „Kohlenstoffe“, die dann aus verfügbaren DNA-Proben geklont werden. Die Hinterbliebenen können jetzt den Abschluss bekommen, nach dem sie gesucht haben, oder fühlen, wie ihre Liebhaber sie ein letztes Mal berühren. Die Klone sind in jeder Hinsicht perfekt und das Geschäft boomt. CEO Malcolm Moore und V.P. Lidia Kline sind begeistert, aber die Dinge ändern sich, als einer der Kohlenstoffe, Kayla, sich ihres früheren Lebens bewusst wird und den Mann Miles Dunn, zu dem sie zurückgebracht wurde als ihren Mörder erkennt. Von da an ist es ein Katz- und Mausspiel mit Kayla auf der Flucht und Miles der sie verfolgt.

## Auszeichnungen
- 2017: XBIZ Award – Best Cinematography
- 2017: XBIZ Award – Best Supporting Actress (Asa Akira)